# Івонн Хак
Івонн Хак (нід. Yvonne Hak, 30 червня 1986, Алкмар, Нідерланди) — нідерландська легкоатлетка, що спеціалізується в бігу на 800 метрів, чемпіонка Європи з легкої атлетики (2010).